# Sophie Stuckey
Sophie Stuckey (* 1. März 1991 in Camden, London) ist eine britische Schauspielerin. Bekanntheit erlangte sie durch ihre Auftritte in Fernsehserien sowie ihre Rollen in Thrillern und Horrorfilmen, darunter 2012 als Stella Kipps in Die Frau in Schwarz.

## Leben
Sophie Stuckey gab ihr Schauspieldebüt 2002 im Alter von 11 Jahren als Heather im Thriller Doctor Sleep. 2005 war sie in einer Nebenrolle als Sarah im britisch-deutschen Horrorfilm The Dark zu sehen.
Neben ihren Filmauftritten wirkte Stuckey auch als Gastdarstellerin in bekannten Fernsehserien mit, darunter 2006 als Dora Southerly im Inspector-Barnaby-Krimi Pikante Geheimnisse mit John Nettles. Nach dieser Rolle war sie drei Jahre lang nicht als Schauspielerin tätig, ehe sie 2009 mit einer kleinen Nebenrolle in der Komödie My Big Fat Greek Summer auf die Leinwand zurückkehrte.
2010 bis 2011 spielte Stuckey die Hauptrolle der Summer Farley in der 20 Folgen langen Sitcom Summer in Transylvania, die ab 2012 auch im deutschsprachigen Raum auf Nickelodeon ausgestrahlt wurde. Internationale Bekanntheit erlangte sie 2012 für ihren Auftritt im Horrorfilm Die Frau in Schwarz als Frau des von Daniel Radcliffe verkörperten Hauptcharakters. Im selben Jahr spielte Stuckey zudem eine der Hauptrollen im britischen Horrorfilm Comedown.
2013 wirkte sie in drei Fernsehserien mit: In Silent Witness als Karen Masters in der zweiteiligen Episode Wahre Liebe endet nie, als Pamela Walters in der Folge Girl von Der junge Inspektor Morse und zuletzt in Vera – Ein ganz spezieller Fall. Im selben Jahr hatte Stuckey zudem einen Gastauftritt in der Fernsehshow The Hoff’s Best Film... Ever! mit David Hasselhoff. Seit 2013 ist sie nicht mehr als Schauspielerin in Film und Fernsehen in Erscheinung getreten.
Sophie Stuckey hat keine feste deutsche Synchronstimme. So wurde sie zum Beispiel in Die Frau in Schwarz von Lydia Morgenstern und in Summer in Transylvania von Shalin-Tanita Rogall gesprochen.

## Filmografie
- 2002: Doctor Sleep
- 2003: I Capture the Castle
- 2004: Gyppo (Kurzfilm)
- 2004: Who Cares? (Fernsehfilm)
- 2005: The Dark
- 2006: Inspector Barnaby (Midsomer Murders) Fernsehserie, Staffel 9, Folge 6: Pikante Geheimnisse (Country Matters)
- 2009: My Big Fat Greek Summer (My Life in Ruins)
- 2010–2011: Summer in Transylvania (Fernsehserie, 20 Folgen)
- 2011: The Reckoning (Fernsehserie, zwei Folgen)
- 2012: Die Frau in Schwarz (The Woman in Black)
- 2012: Comedown
- 2013: Silent Witness (Fernsehserie, zwei Folgen)
- 2013: Der junge Inspektor Morse (Endeavour; Fernsehreihe, Folge Girl)
- 2013: Vera – Ein ganz spezieller Fall (Vera; Fernsehserie, eine Folge)
- 2013: The Hoff’s Best Film... Ever! (Fernsehshow, eine Folge)